# Christian Keglevits
Christian Keglevits (Bándol, 1961. január 29. –) válogatott osztrák labdarúgó, csatár, edző.

## Pályafutása

### Klubcsapatban
A Schachendorf korosztályos csapatában kezdte a labdarúgást. 1977 és 1979 között az SC Eisenstadt, 1979 és 1984 között a Rapid Wien labdarúgója volt. A Rapiddal két-két bajnoki címet és osztrák kupagyőzelmet ért el. 1984 és 1989 között a Wiener SC csapatában szerepelt. 1989 és 1991 között ismét a Rapid játékosa volt. 1991–92-ben az Austria Salzburg, 1992–93-ban a LASK Linz, 1993–94-ben a Wiener SC labdarúgója volt.

### A válogatottban
1980 és 1991 között 18 alkalommal szerepelt az osztrák válogatottban és három gólt szerzett. Tagja volt az 1990-es olaszországi világbajnokságon részt vevő csapatnak.

### Edzőként
1996–97 -ben az SV Gerasdorf/Stammersdorf edzője volt. 1997 és 2000 között a Floridsdorfer AC vezetőedzőjeként tevékenykedett. 2001-ben és 2002-ben két alkalommal a Grazer AK ideiglenes vezetőedző volt. 2007–08-ban a Stockerau, 2008-ban az SV Haitzendorf szakmai munkáját irányította

## Sikerei, díjai
Rapid Wien
- Osztrák bajnokság
  - bajnok (2): 1981–82, 1982–83
- Osztrák kupa
  - győztes (2): 1983, 1984